# Molorchus marginalis
Molorchus marginalis är en skalbaggsart som beskrevs av Thomas Say 1824. Molorchus marginalis ingår i släktet Molorchus och familjen långhorningar. Inga underarter finns listade i Catalogue of Life.